# Toshio Mashima
Toshio Mashima (Japans: 真島俊夫, Mashima Toshio) (Tsuruoka, Yamagata, 21 februari 1949 - 21 april 2016) was een Japanse componist, muziekpedagoog en trombonist.

## Levensloop
Aanvankelijk studeerde hij Ingenieurswetenschappen, maar deze studie brak hij af om muziek te kunnen studeren. Daarvoor studeerde hij aan de Kanagawa University en volgde hij daar de Yamaha Band Director course through major on technology. Verder studeerde hij compositie en arrangeren bij Bin Kaneda en jazztheorie bij Makoto Uchibori. Hij promoveerde in 1971 en speelde na zijn studie trombone in jazz- en pop-bands. Daarnaast werkte hij als assistent van Naohiro Iwai en kwam daardoor in contact met composities voor harmonieorkest. Al spoedig was dat voor hem een nieuw werkterrein.
Mashima's eigen werken, in het bijzonder die voor harmonieorkest, werden via muziekuitgeverijen in Europa en in de Verenigde Staten gepubliceerd en op de markt gebracht en in de hele orkestenwereld uitgevoerd. Later componeerde hij ook voor televisieseries en voor films. Hij was instructeur van het Sobi Institute of Education en special instructor van de Yamaha Music School werkzaam.
Mashima werd met de 7th. Academy Award in de sectie compositie van de Academic Society of Japan for Winds Percussion and Bands onderscheiden.

## Composities

### Werken voor harmonieorkest
- 1992 A Prelude to Applause
- 1995 Seagull
- 1997 Mirage à Paris
  1. St.Germain des Pres
  2. La Fontaine de Medicis (Jardin du Luxembourg)
  3. Montmartre Place du Tertre-Sacre Coeur
- 1997 Yacobs Ladder To a Crescent
- 1998 Yosakoi
- 1999 Number 1
- 1999 The Glowing Sun Appeared on the Horizon
- 2000 Les Gens du Nord
- 2000 Iroha
  1. Theme Largo
  2. 1st Variation Allegro
  3. 2nd Variation Adagio
  4. 3rd Variation and Finale Presto
- 2000-2001 Les trois notes du Japon
  1. La danse des grues
  2. La rivière enneigée
  3. La fête du feu
- 2001 Quiet Sunset
- 2003 Mirage III, suite voor jazz-muzikanten en harmonieorkest
  1. Tune Up
  2. Something Blue
  3. After Hour
- 2003 Naval Bleu
- 2004 Deux Belles Ailes
- 2005-2006 La danse du phénix: impressions of Kyoto (won in 2006 de eerste prijs op de internationale compositiewedstrijd Coups de Vents te Rijsel, Frankrijk)
- A Rainbow over Misty Mountain
- A Season in the Bloom of Cherry Blossoms
- A Tribute to the Count Basie Orchestra
  1. Jumpin' at the Woodside
  2. April in Paris (1932)
  3. Lil' Darlin (195
- Anohi-kiita-uta Folk Medley
- At The Mambo Inn
- Bay Breeze
- Carpenters Forever
- Dream in the Silent Night
- Five Okinawa Songs for Band
- Gelato con Caffee Samba
- March Spirit, voor harmonieorkest
- Naima
- Sousa's Holiday-The Thunderer - Samba
- Sousa's Holiday-The Stars and Stripes Forever - Jazz
- Sweet Breeze in May Concert-March
- Takarajima
- Twilight in Central Park Ballad
- View with a Glimpes of Waves
- Welcome Rock Melody

### Kamermuziek
- 1995 Urban Suite
  1. Twilight
  2. Station　
  3. Day Dream　
  4. City Light
- 2000 Spinning Spiral voor vier trombones
  1. Allegro
  2. Adagio
  3. Allegro maestoso
- 2004 Conversation IV voor twee snare drums, vier tom-toms, grote trom, vier pauken, bekkens, hangend bekken, tamtam, castagnetten, twee woodblocks, vijf temple blocks, bongo, triangel, wind chimes, cabasa, crotales (opt.), glockenspiel, xylofoon, vibrafoon, marimba, chimes
- 2004 La Seine voor klarinetkoor
  1. Pont Neuf
  2. Pont Mirabeau
  3. Pont Alexandre III
- A Spring Morning voor eufonium
- Cafe St Germain voor saxofoonkwartet
- Dreams Come True
- Rhapsody voor eufonium
- St. Thomas

### Werken voor Big Band/Jazz-Ensemble
- Cat Race
- Morning Mist
- Pacific Coast Highway
- Samba nautica